# Oenopia conglobata
Espèce
Oenopia conglobata, la Coccinelle à zigzag ou Coccinelle rose, est une espèce d'insectes coléoptères de la famille des coccinelles.

## Description
Les adultes mesurent de 3,5 à 5 mm de long et ont un corps légèrement ovale. Les élytres sont rose pâle avec un liseré noir et portent chacun huit carrés noir de tailles variables qui peuvent se confondre. Il existe des individus complètement noirs. Le pronotum est beige clair et porte sept points noirs répartis de façon symétrique. La tête est noire et blanche. Les antennes sont jaunes et légèrement plus foncées aux extrémités, les pattes sont jaune brun.

## Distribution
Oenopia conglobata est présente en Europe, à l'exception du Nord et des îles Britanniques, ainsi qu'en Afrique du Nord et dans les régions tempérées d'Asie. Elle vit dans les forêts mixtes à basse altitude, et est principalement trouvée sur peuplier, pin, mélèze ou Prunus.

## Habitat
Elle est inféodée aux arbres feuillus, en milieu forestier ou dans les parcs et jardins en milieu urbain. Principalement sur les chênes, saules et autres ligneux, ainsi que sur le lierre.

## Biologie
Elle se nourrit de pucerons, psylles ou larves et œufs de chrysomèles.

## Galerie

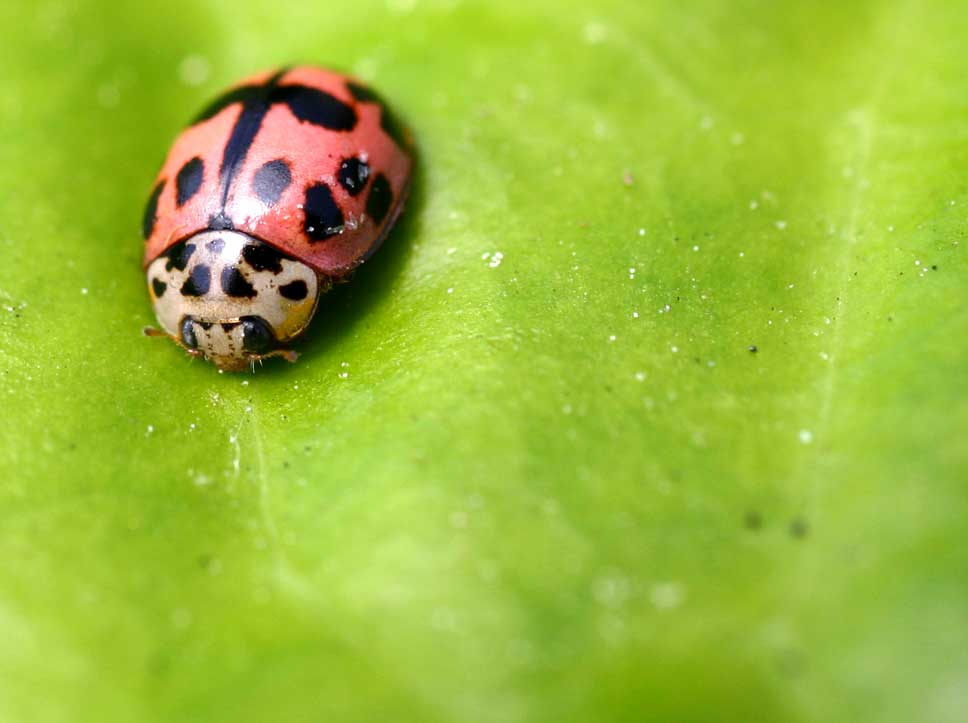
Oenopia conglobata
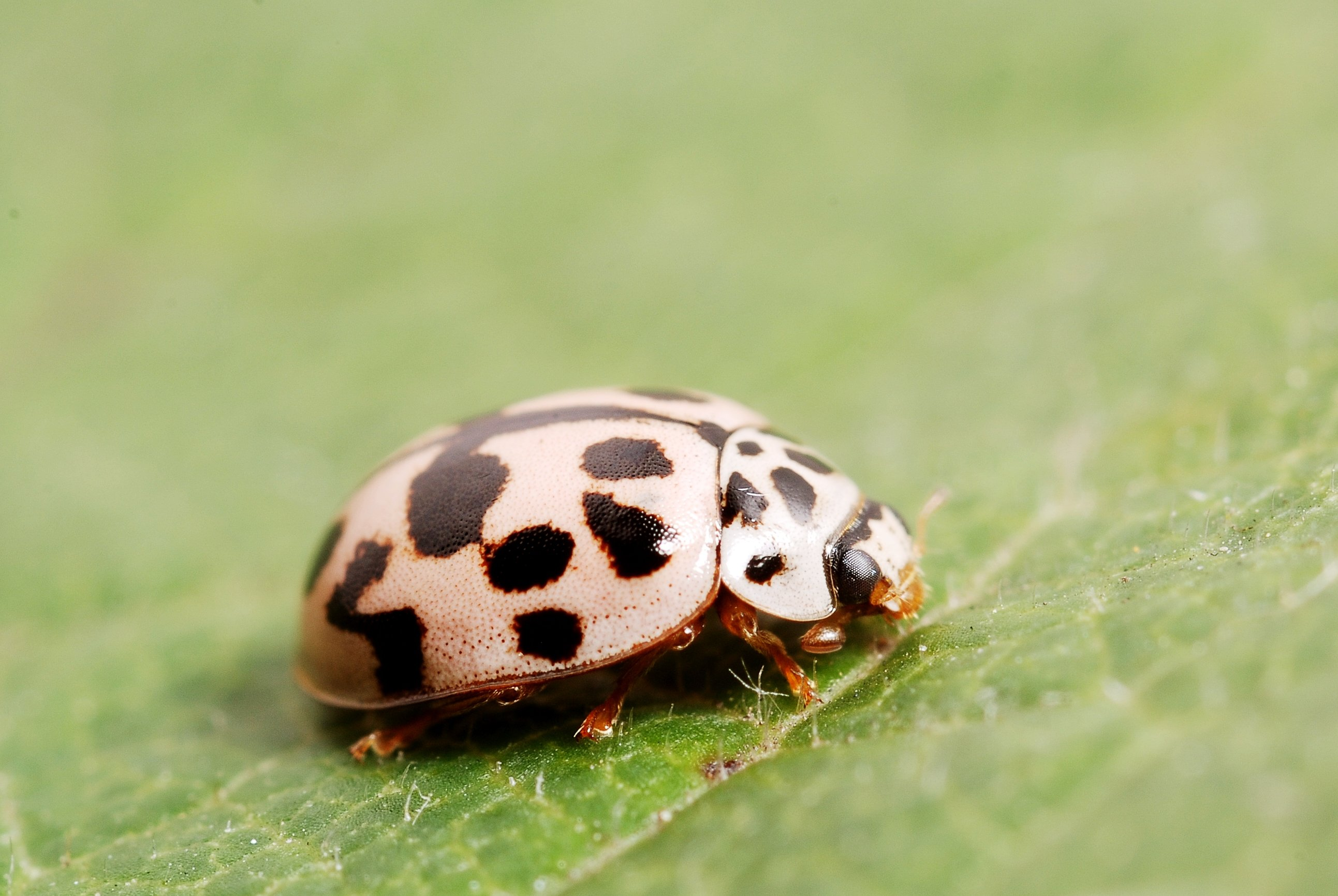
Oenopia conglobata
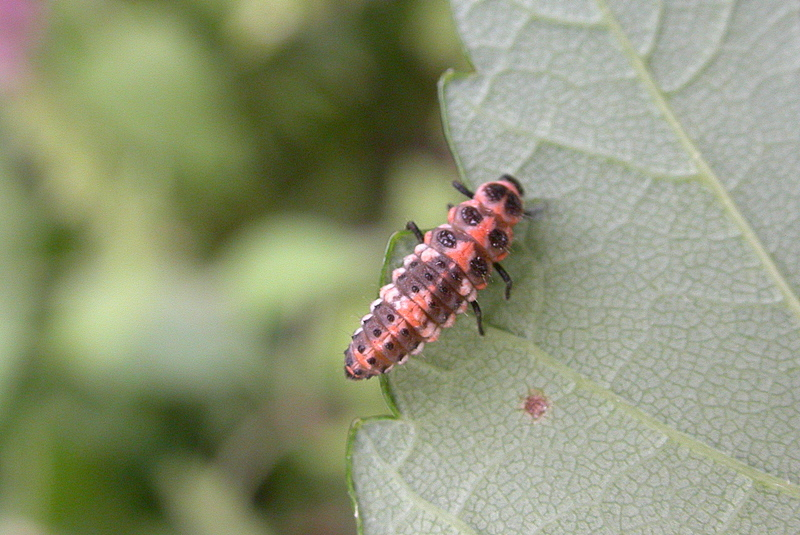
Oenopia conglobata larve